# All inclusive, або Все включено!
«All inclusive, або Все включено!» - Фільм режисера Едуарда Радзюкевіч. Прем'єра фільму пройшла 9 червня 2011 року. Слоган - «Курортний роман з ризиком для життя». Реліз на DVD: 14 липня 2011, «Новий Диск».

## Зміст
Життя Андрія - власника дорогої і затребуваної ветеринарної клініки для домашніх тварин з Рубльовки - безумовно вдалася. Мало того, він не обділений увагою і прекрасних господинь милих тваринок. Але пристрасна ніч з дружиною олігарха Евеліною змінює все: ревнивий чоловік Едик дуже дохідливо пояснює, що змінить солодке життя успішного бізнесмена.
Єдиний вихід - це втеча з країни. І Андрій їде в Туреччину за програмою «Все включено», не підозрюючи, що в неї включено набагато більше, ніж здається на перший погляд. За ним по п'ятах слідує австрійський кілер Рудольф, а сонячні пляжі таять найголовніше випробування в житті...

## Ролі
| Актор                            | Роль                                                |
| -------------------------------- | --------------------------------------------------- |
| Михайло Беспалов                 | Андрій / Веня                                       |
| Марина Александрова              | Анна                                                |
| Нонна Гришаєва                   | Евеліна                                             |
| Роман Мадянов                    | Едуард Петрович Будко, олігарх                      |
| Федір Добронравов                | Петро                                               |
| Едуард Радзюкевич                | Рудольф                                             |
| Анна Ардова                      | Галя                                                |
| Андрій Кайков                    | Боря                                                |
| Мирослава Карпович та Денис Ясик | молодята                                            |
| Ольга Мединич                    | Наталя                                              |
| Марія Денякіна                   | Маріанна Володимирівна                              |
| Григорій Сиятвинда               | Карадуман                                           |
| Галина Коньшина                  | жінка, яка весь час повторює фразу «Валера, я тут!» |
| Євген Воскресенський             | лікар- психіатр                                     |
| Елла Меркулова                   | пограничница                                        |
| Антон Шаврин                     | Віталік                                             |
| Лена Швець                       | 1 блондинка                                         |
| Маша Кисельова                   | 2 блондинка                                         |

- Все Включено - Дівчинка столична
- Дискотека Аварія - Арам зам зам
- Крістіна Орбакайте feat. Tomas N'evergreen - Таємниця без таємниць
- Леонід Агутін - Все ще повернеться
- Стас П'єха і Григорій Лепс - Вона не твоя

## Цікаві факти
У жовтні 2013 вийшло продовження фільму - «Все включено 2».

## Знімальна група
- Режисер — Едуард Радзюкевич
- Сценарист — Олександр Маленков
- Продюсер — Михайло Беспалов, Тимур Хван, Петар Зекавіца, Зелимхан Зармаєв
- Композитор — Аркадій Укупник